# Rocio Bonilla Raya
Rocio Bonilla Raya   (Badalona i Barcelona, 1970) és una escriptora i il·lustradora catalana.
Llicenciada en Belles Arts, i després d'una dècada dedicada a l'àmbit de la publicitat, crea el projecte «Érase una vez», dedicat a decorar espais infantils amb pintura mural. L'any 2011 entra al món editorial com a il·lustradora, i debuta com a autora amb l'àlbum il·lustrat Cara de pardal (Animallibres, 2014). Ha publicat una quarantena de llibres, entre els quals destaquen títols com La muntanya de llibres més alta del món (Animallibres, 2015), De quin color és un petó? (Animallibres, 2015), Germans! (Animallibres, 2018) o El gran llibre dels superpoders amb Susanna Isern (Flamboyant, 2017). Els seus llibres han estat traduïts a més de vint idiomes i han rebut diversos premis. Ha sigut una de les autores més venudes en català l'any 2018.

## Obra publicada[4]
- Cara de pardal (Bromera, 2014)
- Sant Jordi a la cova del drac (Baula, 2014)
- De quin color són els besos? (Bromera, 2015)
- La muntanya de llibres més alta del món (Bromera, 2015)
- Un misteri gegantí (Baula, 2015)
- Max i els superherois (Bromera, 2016)
- Mi amigo extraterrestre (Beascoa, 2017)
- Esto no es una selva (Flamboyant, 2017)
- Germans! (Bromera, 2018)
- Vamos a la cama (Flamboyant, 2018)
- ¿Qué es esta barriga? (Flamboyant, 2018)
- Mi oso grande, mi oso pequeño y yo (Elkar, 2018)
- Creatividad para los más pequeños (Edebé, 2018)
- T’avorreixes, Minimoni? (Bromera, 2019)
- Juguem amb Minimoni! Desperta la teua creativitat! (Bromera, 2019)
- Una gran familia (Beascoa, 2019)
- El gran libro de los superpoderes (Flamboyant, 2019)
- Cuaderno de superpoderes (Flamboyant, 2019)
- ¡Oh, oh, la pelota! (Combel, 2019)
- Iaios, piranyes i altres històries (Bromera, 2020)